# Bordj El Haouas
Bordj El Haouas (în arabă برج الحواس) este o comună din provincia Illizi, Algeria.
Populația comunei este de 2.963 de locuitori (2008).